# Тринидад (Уругвай)
Вижте пояснителната страница за други значения на Тринидад.
Тринидад (на испански: Trinidad) е град, административен център на департамента Флорес, Уругвай. Надморската височина му е 134 m. Основан е през 1805 г. Населението му е 21 429 души по данни от преброяването през 2011 г.